# Grot van La Pasiega
De Grot van La Pasiega is een grot en een archeologische vindplaats van rotskunst in de Spaanse plaats Puente Viesgo (Cantabrië). De grot maakt deel uit van het ruimere grottencomplex van Monte Castillo. De rotstekeningen in de grot behoren tot het Solutréen en het Magdalénien.

## Onderzoek
De grot werd ontdekt in 1911 door Hugo Obermaier en Paul Wernert die opgravingen deden in de naburige Grot van El Castillo. Ook Henri Breuil en Alcalde del Rio deden hier onderzoek.

## Beschrijving
De grot bestaat uit een complex geheel van galerijen die in de prehistorie misschien verschillende grotten vormden. De grootste galerijen werden A, B en C genoemd en zone D ligt op het kruispunt van deze galerijen. In totaal werden 287 dieren afgebeeld in de grot.

### Galerij A
In galerij A zijn ongeveer 100 dieren afgebeeld, het merendeel herten. Ook paarden, steenbokken en runderen zijn afgebeeld. Aan het einde van de galerij bevinden zich geometrische figuren geschilderd in gele en rode oker. Ze komen overeen met gelijkaardige tekeningen in El Castillo en dateren uit het Solutréen.

### Galerij B
In galerij B zijn voornamelijk paarden afgebeeld. Deze zijn geschilderd of gekerfd en worden toegeschreven aan het midden-Magdalénien. Verder zijn er reeksen van rode stippen aangebracht die waarschijnlijk dateren uit het Solutréen, zoals die in El Castillo.

### Galerij C
Galerij C had waarschijnlijk een aparte ingang in de prehistorie en heeft rotskunst uit het Solutréen en Magdalénien. De tekeningen zijn geschilderd of gekerfd. 
Abbé Breuil beschreef in deze grot een grove, menselijke figuur geschilderd in rode oker met een zeer grote penis. Het gaat waarschijnlijk inderdaad om een menselijke figuur maar de beschreven penis zou een natuurlijke verkleuring van de rots zijn. 
Opvallend is ook een groep bestaande uit een bizon en twee claviformen. De bizon werd eerst in een paars-bruin pigment geschilderd, en in een latere fase werd hierover met een dikkere lijn in zwart pigment getekend. Uit de rug van de bizon lijkt een schacht te steken. Boven en naast de bizon bevinden zich twee claviformen in rode oker getekend in natuurlijke holten in de rotswand. Abbé Breuil interpreteerde deze figuren als knuppels of strikken, maar deze interpretatie is sindsdien verlaten. Zulke figuren komen meer voor in rotskunst uit het midden- of laat-Magdalénien (zoals in de grotten van Niaux, Le Tuc d'Audoubert of Pindal). Een steenbok in galerij C werd via de C-14-methode gedateerd op 13.730 jaar oud en dateert tussen uit het midden-Magdalénien.